# (1620) Geographos
(1620) Geographos es un asteroide que forma parte de los asteroides Apolo y fue descubierto por Albert George Wilson y Rudolph Minkowski desde el observatorio del Monte Palomar, Estados Unidos, el 14 de septiembre de 1951.

## Designación y nombre
Geographos recibió al principio la designación de 1951 RA.

## Características orbitales
Geographos está situado a una distancia media de 1,246 ua del Sol, pudiendo acercarse hasta 0,8278 ua y alejarse hasta 1,663 ua. Su excentricidad es 0,3354 y la inclinación orbital 13,34°. Emplea 507,8 días en completar una órbita alrededor del Sol.
Geographos pertenece al grupo de los asteroides potencialmente peligrosos.

## Características físicas
Geographos es un asteroide tipo S, caracterizado por ser muy reflectante y compuesto de níquel-hierro mezclados con silicatos de hierro y magnesio.[cita requerida] Debería haber sido explorado por la misión Clementine de la NASA, pero un mal funcionamiento de los sistemas de la nave finalizó la misión antes de que este experimento fuese llevado a cabo.[cita requerida]